# 斎藤正義
斎藤 正義（さいとう まさよし）は、戦国時代の武将、美濃烏峰城（兼山城）主。

## 生涯
『金山記全集大成』によると、関白近衛稙家の庶子に生まれたという。13歳の時、父稙家に家臣の瀬田左京を付けられて、比叡山横川恵心院に出家させられる。武事を好み、美濃国可児郡瀬田村出身と言われる左京の姉が斎藤道三の愛妾となっていた縁で、道三を頼ってその養子となる。ただし、大納言を称したことと、美濃斉藤氏持是院家の斎藤妙椿の孫の妙親が大納言を名乗っていることを関連付けて、斎藤氏の持是院家を継承した、とする説もある。
1532年（天文元年）に16歳で元服すると、日根野弘就に従い手勢300を与えられて初陣を飾って、道三と敵対する土岐頼純方との合戦に活躍する。道三が東濃の足掛かりとして可児郡中井戸村の南の高山（古城山）山頂に「掻上げ」の城を築くと、兵力2,000の将としてその城に置かれた。
1537年（天文6年）、近辺の14諸将の協力を得て烏峰城を築城するが、これは道三の背景あってのものと推定される。翌年の1538年（天文7年）に正義はこの新城に入城すると、大納言を自称した。このことは室町中期の斎藤妙椿に始まる持是院家の惣領としての自覚があったからである。
今枝弥八に出した感状と斎藤道三が各方へ出した感状を比較しても、道三よりも下位にあったとは考えにくく、守護土岐頼芸のもとで身分的には道三と並ぶ地位に在ったと考えられる。
1539年（天文8年）8月、画工に命じて等身大の甲冑姿の肖像を書かせたが、これは斎藤正義が創建した浄音寺（現・可児市兼山。正義開基という）に現存し、恵那郡岩村大圓寺住持明叔慶浚の讃がある。この賛は破損のため一部分が現存するのみで、同寺所蔵の賛文写によって補ったものが活字化されている。道三は日蓮宗を信仰していたが、正義は浄土宗の浄音寺を建立していることから、道三の養子ではなかったとする説もある。
1548年（天文17年）2月、配下の久々利城主の久々利頼興に館へ酒宴に招かれて謀殺された。享年33歳。遺骸は浄音寺に葬られた。烏峰城は頼興の手勢500余人により落城し、頼興の一族の土岐十郎左衛門が留守代とされた。これに対し道三が報復せず、頼興も久々利城に優る烏峰城に自ら入城して正義に取って代わろうとしなかったのは、正義の勢力が拡大し意に沿わなくなったため、道三が配下の頼興を使って謀殺したからではないかという見方もある。
浄音寺に五輪塔があり、没年月日が陰刻されているが磨滅がひどく判読困難である。天文17年2月卒去が定説であるが、拓影から推定すると天文20年代の可能性がある。
なお、1583年（天正11年）1月、正義の孫、加木屋正則により頼興は討ち果たされた。